# Eviota hinanoae
Eviota hinanoae, tên thông thường là Hinano's dwarfgoby, là một loài cá biển thuộc chi Eviota trong họ Cá bống trắng. Loài này được mô tả lần đầu tiên vào năm 2013.

## Từ nguyên
Loài cá này được đặt theo tên của Hinano Murphy, người cũng với chồng là Frank Murphy, đã hỗ trợ công việc nghiên cứu ở đảo Moorea, và đã phát hiện ra loài này.

## Phạm vi phân bố và môi trường sống
E. hinanoae đã được biết đến tại quần đảo Austral, quần đảo Gambier và quần đảo Society (Polynesia thuộc Pháp). Loài cá này cũng đã được ghi nhận tại đảo Niue, Tonga và Fiji, cũng như tại Philippines vào năm 2016. Chúng được thu thập gần các rạn san hô ở đầm phá nông, độ sâu khoảng từ 3 đến 5 m.

## Mô tả
Chiều dài cơ thể tối đa được ghi nhận ở E. hinanoae là 1 cm. Đầu và thân trong mờ, có màu vàng nhạt. Vùng dưới da ở hai bên lườn có 8 - 10 vạch ngắn màu đen, trải dài từ dưới vây ngực và kết thúc ở cuống đuôi. Cuống đuôi có một đốm đen. Vảy ở nửa đến 2/3 thân trên có màu đỏ tươi. Má có các vệt đốm màu đỏ sẫm bên dưới mắt. Các vây có nhiều chấm màu đỏ sẫm.
Số gai ở vây lưng: 7; Số tia vây ở vây lưng: 9 - 10; Số gai ở vây hậu môn: 1; Số tia vây ở vây hậu môn: 8 - 9; Số tia vây ở vây ngực: 15 - 17.